# Ferdinand Hrejsa

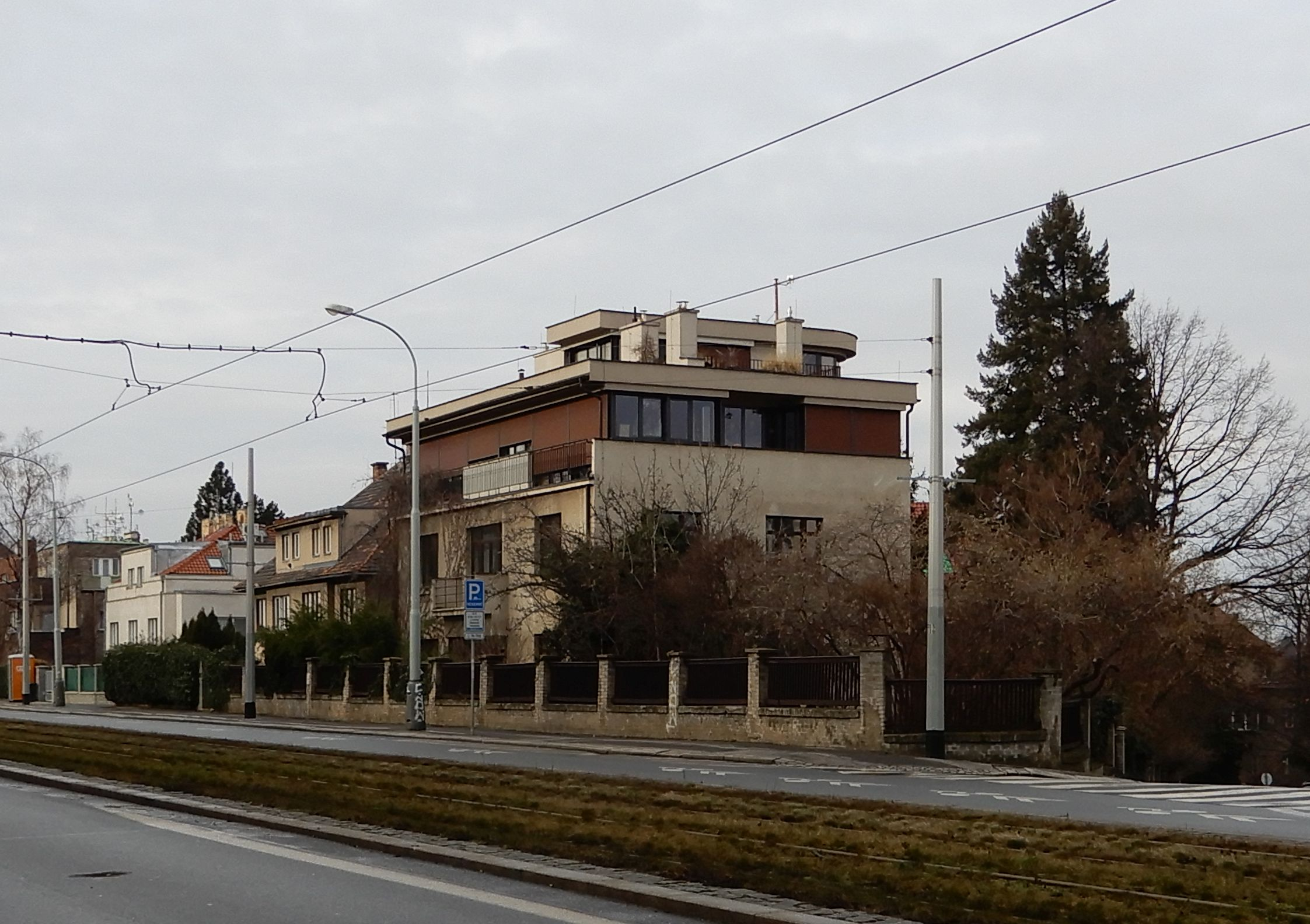
Hrejsova vila čp.687, Praha 6-Střešovice, Střešovická 36

Ferdinand Hrejsa (19. ledna 1867 Humpolec – 5. listopadu 1953 Praha) byl český evangelický teolog, historik, duchovní Českobratrské církve evangelické, překladatel, publicista, redaktor, editor, člen Královské české společnosti nauk, profesor a děkan Husovy československé evangelické fakulty bohoslovecké v Praze.

## Život
Po ukončení gymnaziálních studií vystudoval teologii ve Vratislavi a Vídni, duchovenskou činnost zahájil jako superintendentní vikář v Chebu (1890–1894). V letech 1894–1902 byl farářem v Trnávce, od roku 1902 až 1920 (fakticky), 1920–1932 (nominálně) působil jako farář v Praze 1-Starém Městě (Salvátor). Ve funkci superintendenta české evangelické církve augsburského vyznání (1917–1921) významně přispěl ke sjednocení evangelických církví v Čechách, na Moravě a ve Slezsku. V nově vzniklé Českobratrské církvi evangelické, založené v průběhu generálního sněmu (synodu) českých sborů v prosinci 1918, zastával funkce člena prvního synodního výboru (později Synodní rady) ČCE (1918–1921), následně pak náměstka synodního seniora (1921–1932).
Od vzniku pražské Husovy československé evangelické fakulty bohoslovecké (HČEFB) v roce 1919 až do svého penzionování (1937) byl jejím profesorem a vedoucím katedry církevních dějin, v pěti funkčních obdobích stál v čele této fakulty jako děkan.
Byl právem uznávanou a respektovanou autoritou první učitelské generace HČEFB, kromě akademických povinností se jeho pozornost soustřeďovala na publicistické, překladatelské, redakční a editorské aktivity i rozsáhlé spektrum vlastní badatelské a autorské práce na poli historie českého protestantismu v jeho širokém evropském kontextu. Svým dílem, navazujícím na působení prof. ThDr. Gustava Adolfa Skalského, významně přispěl k osvětlení specifik kořenů i vývoje reformace v našich podmínkách, které dále rozvíjeli jeho spolupracovníci a nástupci na katedře církevních dějin HČEFB a Komenského evangelické bohoslovecké fakulty, zejména profesoři František Bednář, František M. Bartoš, později Rudolf Říčan, Amedeo Molnár a na HČBF Miloslav Kaňák.

## Dílo

### Spisy
- Evanjelická církev a. v. v Trnávce. Chotěboř: Evanj. Matice a. v., 1900
- Česká konfesse, její vznik, podstata a dějiny. Praha: Česká akademie císaře Františka Josefa pro vědy, slovesnost a umění, 1912
- Česká reformace. Praha: Josef R. Vilímek, 1914
- Vlastenectví Komenského. Plzeň: M. Salcman, 1920
- Betlémská kaple : o jejích dějinách a zachovaných zbytcích. Praha: Společnost Husova musea, 1922
- O dědictví Jednoty bratrské. Synodní výbor ČCE, 1924
- Jan Žižka a jeho náboženský život. Praha: Památník odboje, 1924
- Dějiny české evanjelické církve v Praze a ve středních Čechách v posledních 250 letech. Praha: Českobratrská evanjelická církev, 1927
- Mladý František Palacký : jeho vnitřní život a první dvě řeči. Praha: Vincenc Svoboda a Antonín Škoda, 1927
- Kníže Václav ve světle pravdy. Blahoslavova společnost, 1928
- Česká bible : K 350. výročí Bible Kralické. Praha: YMCA, 1930
- Jan Végh : k 150letému výročí tolerance. Blahoslavova společnost, 1930
- U Salvatora : z dějin evangelické církve v Praze (1609–1632). Praha: Českobratrský evangelický sbor u Salvatora, 1930 (dostupné online)
- Toleranční patent, jeho vznik a význam (spolu Františkem Bednářem). Praha: Svaz národního osvobození, 1931
- Sborové Jednoty bratrské. Praha: nákl. vlastním, 1935–1939 (I. část 1935; II. část 1937; III. část a celé dílo 1939)
- K jubileu Bratrské konfese : 1535–1935. Praha: Synodní rada ČCE, 1935
- Kirchengeschichte Böhmens. Leipzig: Leopold Klotz, 1937
- Matěj Markovic. První toleranční kazatel v Praze. Praha: Sdružení české mládeže evangelické, 1938
- Náboženský svéráz Jednoty bratrské. Praha: vydavatel neuveden, 1939
- Dějiny křesťanství v Československu : I. Doba předhusitská. Praha: HČEFB, 1947
- Dějiny křesťanství v Československu : II. Hus a husitství (Čechové v zápasu o ryzí křesťanství). Praha: HČEFB, 1947
- Dějiny křesťanství v Československu : III. Rokycana. Husitský král. Počátky Jednoty bratrské (Čechové dospívají k ryzímu křesťanství). Praha: HČEFB, 1948
- Dějiny křesťanství v Československu : IV. Za krále Vladislava a Ludvíka. Před světovou reformací a za reformace. Praha: HČEFB, 1948
- Dějiny křesťanství v Československu : V. Za krále Ferdinanda I. (1526–1564). Praha: HČEFB, 1948
- Dějiny křesťanství v Československu : VI. Za krále Maxmiliána II. (1564–1576). Praha: HČEFB, 1950

### Sborníky
- Reformační sborník : Práce z dějin československého života náboženského (spolu s Františkem Bednářem a Bohuslavem Součkem). Praha: Comenium, 1921
- Betlém od r. 1516, in Betlémská kaple : o jejích dějinách a zachovaných zbytcích (sborník statí). Praha: Společnost Husova musea, 1922
- Náboženské stanovisko B. Jana Blahoslava, in Sborník Blahoslavův (1523–1923) : k čtyřstému výročí jeho narozenin (ed. Václav Novotný a Rudolf Urbánek). Přerov: Výbor pro postavení pomníku Blahoslavova v Přerově, 1923
- Reformační sborník : Práce z dějin československého života náboženského. Svazek II. Praha: Blahoslavova společnost, 1928
- Reformační sborník : Práce z dějin československého života náboženského. Svazek III. Praha: Blahoslavova společnost, 1929
- Reformační sborník : Práce z dějin československého života náboženského. Svazek IV. Praha: Blahoslavova společnost, 1931
- Toleranční evanjeličtí kazatelé ze Slovenska na Moravě a v Čechách, in Kvačalův sborník. Bratislava: Tranoscius, 1933
- Český žalmista Jiří Strejc : sborník na památku 400. výročí narozenin J. S. a 350. výročí prvního vydání jeho převodu žalmů do písňové formy (spolu s J. B. Čapkem a J. B. Šimkem). Praha: Synodní rada ČCE, 1936
- Zásady Jednoty českých bratří (spolu s Františkem Bednářem a Josefem L. Hromádkou). Praha: Synodní rada ČCE, 1939

### Edice
- Jan Amos Komenský: Kšaft umírající matky Jednoty bratrské. Praha: Springer, 1904
- Vyznání víry Jednoty bratří českých, vydané J. A. Komenským r. 1662. Praha: Česká reformace, 1918; Synodní rada ČCE, 1935
- Jan Szalatnay a jeho paměti z doby toleranční. Praha: Blahoslavova společnost, 1931
- České vyznání, totiž vyznání víry svaté křesťanské všech tří stavů království českého z víry tělo a krev Krista Pána pod obojí přijímajících, roku 1575 Maximilianovi II. podané a roku 1609 majestátem císaře Rudolfa II. jakožto krále českého potvrzené. Opatovice: Evanjelická Matice a. v. v Opatovicích, 1903; Praha: Synodní rada ČCE, 1935

### Učebnice
- Katechismus evanjelického náboženství a. v. Praha: nákl. vlastním, 1904, 1907, 1915
- Katechismus českobratrského evangelického náboženství. Praha: Kalich 1923, 1924, 1936

### Zpěvníky
- Církevní zpěvník pro evanj. křesťany (s kolektivem autorů). Evanjelická Matice, 1904
- Zpěvník čbr. církve ev. (s kolektivem autorů). Praha: Kalich, 1925

### Studie, eseje, články a recenze
Byly zveřejňovány zejména v následujících tiskovinách:
- Čas (časopis)
- Časopis Musea království Českého (od roku 1920 Časopis Národního muzea)
- Českobratrský kalendář
- Český bratr
- Český časopis historický
- Evangelický církevník (v letech 1903–1919 jej F. H. redigoval)
- Kalendář Hus
- Kalich (revue českých evangelíků)
- Kostnické jiskry
- Křesťanská revue (časopis)
- Naše doba (revue pro vědu, umění a život sociální)
- Reformační sborník (práce z dějin československého života náboženského, svazky I - VIII)
- Ročenky Husovy československé evangelické fakulty bohoslovecké